# Last Kiss
"Last Kiss" é uma música de Wayne Cochran escrita em 1962 e tocada originalmente por Wayne Cochran & the C.C. Riders, tendo a música por esta altura um pequeno sucesso.
A música foi posteriormente convertida por várias bandas internacionais, sendo o maior sucesso alcançado pelo single Last Kiss do Pearl Jam.

## Inspiração
Wayne Cochran inspirou-se no acidente ocorrido no dia 22 de Dezembro de 1962, em Barnesville - Georgia. Os jovens: Jeanette Clark e L. Hancok, que era o motorista, ambos com 16 anos e mais outros três amigos, estavam em um Chevrolet 1954 em intenso tráfego quando atingiram um caminhão que carregava madeiras. Clark, Hancok e mais um amigo morreram; os outros dois ficaram seriamente feridos. Cochran dedicou a música à Jeanette Clark.

## Pearl Jam
A música alcançou a popularidade mundial com a sua versão tocada pelo Pearl Jam. Foi inicialmente lançada na compilação No Boundaries: A Benefit for the Kosovar Refugees, a favor dos refugiados. O Pearl Jam lançou posteriormente um single da música em 1999, incluíram-na na sua compilação de lados B (Lost Dogs), e também na sua compilação de êxitos Rearviewmirror: Greatest Hits 1991-2003.

### Desempenho nas paradas
| Parada (1999)                                      | Peak position |
| -------------------------------------------------- | ------------- |
| Austrália (ARIA)                                   | 1             |
| Bélgica (Ultratip Bubbling Under de Flandres)      | 6             |
| Canadá (RPM Top Singles)                           | 2             |
| Canadá (RPM Adult Contemporary)                    | 16            |
| Canadá (RPM Rock/Alternative)                      | 4             |
| Canada CHR (Nielsen BDS)                           | 1             |
| Costa Rica (Notimex)                               | 1             |
| Islândia (Íslenski Listinn Topp 40)                | 1             |
| Países Baixos (Dutch Top 40 Tipparade)             | 19            |
| Países Baixos (Single Top 100)                     | 77            |
| Nova Zelândia (Recorded Music NZ)                  | 19            |
| Escócia (Scottish Singles Chart)                   | 43            |
| Reino Unido (UK Singles Chart)                     | 42            |
| Reino Unido (OCC UK Rock and Metal)                | 2             |
| Estados Unidos (Billboard Hot 100)                 | 2             |
| Estados Unidos (Billboard Adult Alternative Songs) | 5             |
| Estados Unidos (Billboard Adult Top 40)            | 5             |
| Estados Unidos (Billboard Alternative Airplay)     | 2             |
| Estados Unidos (Billboard Mainstream Rock)         | 5             |
| Estados Unidos (Billboard Mainstream Top 40)       | 4             |
| US Top 40 Tracks (Billboard)                       | 6             |

| Parada (1999)                     | Position |
| --------------------------------- | -------- |
| Australia (ARIA)                  | 4        |
| Canada Top Singles (RPM)          | 23       |
| Canada Adult Contemporary (RPM)   | 96       |
| Canada Rock/Alternative (RPM)     | 22       |
| US Billboard Hot 100              | 23       |
| US Adult Top 40 (Billboard)       | 28       |
| US Mainstream Rock (Billboard)    | 29       |
| US Mainstream Top 40 (Billboard)  | 31       |
| US Modern Rock Tracks (Billboard) | 15       |
| US Triple-A (Billboard)           | 40       |

| Parada (2001)              | Position |
| -------------------------- | -------- |
| Canada (Nielsen SoundScan) | 61       |

| Chart (2002)               | Position |
| -------------------------- | -------- |
| Canada (Nielsen SoundScan) | 99       |

| Parada (1990s)             | Position |
| -------------------------- | -------- |
| Canada (Nielsen SoundScan) | 17       |

### Certificações
| Região                                              | Certificação | Vendas   |
| --------------------------------------------------- | ------------ | -------- |
| Austrália (ARIA)                                    | 3× Platina   | 245 000^ |
| Brasil (Pro-Música Brasil)                          | Ouro         | 30,000*  |
| Nova Zelândia (RMNZ)                                | 2× Platina   | 37 500*  |
| Estados Unidos (RIAA)                               | Ouro         | 800,000  |
| ^números de vendas baseados somente na certificação |              |          |

## Full House
O título do episódio "Oh Where, Oh Where Has My Little Girl Gone" da 5ª temporada do seriado Full House que foi ao ar em 8 de Outubro de 1991, foi inspirado na música "Last Kiss", de Wayne Cochran que tem no refrão o verso "Oh where, oh were can my baby be".